# Ronald Golias
Ronald Golias (4. května 1929, São Carlos, São Paulo – 27. září 2005 São Paulo, Brazílie) byl brazilský herec a komik.

## Filmografie
- Golias Contra o Homem das Bolinhas (1969)
- Agnaldo, Perigo à Vista (1968)
- Marido Barra Limpa (1967)
- O Homem Que Roubou a Copa do Mundo (1963)
- Os Cosmonautas (1962)
- O Dono da Bola (1961)
- Os Três Cangaceiros (1961)
- Tudo Legal (Bronco) (1960)
- Vou Te Contá (1958)
- Um Marido Barra Limpa (1957)